# Равенхилл, Марк
Марк Равенхилл (Mark Ravenhill; 7 июня 1966) — английский драматург, актёр и журналист.

## Биография
Марк Равенхилл родился 7 июня 1966 года. Учился в Бристольском университете, где изучал драматургию и филологию. Работал театральным режиссёром. В 1995 году дебютировал одноактной пьесой «Fist». После того, как один режиссёр спросил, есть ли у Марка большая пьеса, он в рекордные сроки написал «Shopping and Fucking».
Марка Равенхилла считают крупнейшим английским драматургом современности, лидером британского «театра жестокости». Пьесы «Shopping & Fucking» и «Несколько полароидных снимков» стали мировыми хитами и превратились, в сущности, в манифесты остросоциальной драматургии 1990-х годов.

## Пьесы
- 1995 — «Fist»
- 1996 — «Shopping & Fucking» («Шоппинг и секс»)
- 1997 — «Faust Is Dead»
- 1999 — «Some Explicit Polaroids» («Несколько полароидных снимков»)
- 2005 — «Product» («Продукт»)
- 2006 — «pool (no water)»
- 2006 — «Citizenship»
- 2008 — «Shoot/Get Treasure/Repeat»
- 2009 — «Over There»
- 2009 — «The Experiment»
- 2011 — «Ten Plagues»

### Несколько полароидных снимков
Несколько полароидных снимков (англ. Some Explicit Polaroids) — пьеса, написанная в 1999 году. Вместе с пьесой «Шопинг и секс» (англ. Shopping and Fucking) две пьесы стали популярными для постановок в театрах Европы. Пьеса может быть охарактеризована как попытка презентовать современное британское общество со всеми его маргинальными и разношерстными персонажами, во их бытовой реальности. Пьеса написана бытовым языком, полным сленга и жаргона. Пьесу можно отнести к жанру эксперимента и абстракции.
В 2002 году российский режиссёр Кирилл Серебренников поставил пьесу Марка Равенхилла на малой сцене Московского Театра Пушкина под названием «Откровенные полароидные снимки». В театре спектакль шел с ограничением 18+. Главные роли в спектакле исполнили: Юрий Чурсин / Анатолий Белый (Виктор) и Виктория Исакова (Надя), Елена Новикова (Хелен), Евгений Писарев (Тим) и Алексей Кравченко (Ник).

## Цитаты
- «Нынешняя наша театральная система довольно легко узнаваема с точки зрения советского отношения к производству. Нельзя сказать, что у нас достаточно спроса на новую драматургию, как, впрочем, и самого продукта. Однако существует машина, специально созданная, и для её работы необходимо открывать не одну сотню новых драматургов в год. Тем самым, людей приходится вербовать, убеждать, что им хочется писать для театра, а затем пропускать через очень длинный процесс — заниматься с ними, чтобы помочь им приобрести какие-то драматургические навыки. В конце концов, они, возможно, произведут нечто, отдаленно напоминающее пьесу, и не исключено, что она появится на сцене. Одним словом, все это несколько напоминает те эксперименты в сельском хозяйстве, что проводились в Советском Союзе в 30-е, 40-е, 50-е годы»[2] — Марк Равенхилл, 2010.

## Постановки в России
- 2024 - «Мать» (реж. Анастасия Паутова)
- 2019 — «Shoot/Get treasure/Repeat» (реж. Алексей Мартынов, Мастерская Брусникина, Москва)
- 2012 — «Shoot/Get treasure/Repeat» (реж. Дмитрий Волкострелов, Семён Александровский. Театр Post, Санкт-Петербург[3]).
- 2008 — «Shopping & fucking» (реж. С. Щипицин, Театр «Приют комедианта», Санкт-Петербург).
- 2009 — «Totally over you» (реж. О. Гетце, Театр юного зрителя, Екатеринбург)
- 2009 — «Totally over you» (реж. А. Авходеев, Театр юного зрителя, Волгоград)
- 2002 — «Откровенные полароидные снимки» (реж. Кирилл Серебренников, Театр им. А.Пушкина,Москва)

## Исследование драматургии М. Равенхилла
Sierz, Alex «In-Yer-Face Theatre: British Drama Today» (Faber, 2001)